# Cumulonimbus capillatus
Il cumulonimbus capillatus (abbreviazione Cb cap) è una delle due specie in cui può essere classificato un Cumulonembo.

## Caratteristiche
Sono nubi del genere Cumulonimbus che hanno raggiunto il livello di stabilità stratosferica e terminano superiormente con la caratteristica forma a incudine.
Trattandosi di una nube che ha raggiunto la sua maturità, il cumulonimbus capillatus può essere associato a fenomeni atmosferici molto intensi:
- fulmini, sia all'interno delle stesse nubi sia tra nubi e suolo;
- grandinate, che nel caso siano associate ad ambiente ad alta instabilità, possono risultare anche molto intense;
- piogge intense, di parecchi millimetri in poco tempo, tanto da causare anche locali inondazioni;
- forti venti, anche a livello di burrasca.